# Fraserburg
Fraserburg est une ville d'Afrique du Sud, située dans la région du Karoo dans la province du Cap-Nord. Elle connait les hivers les plus froids d'Afrique du Sud et est réputée pour les fossiles parfaitement conservés que l'on trouve dans les environs.

## Histoire
Les premiers habitants étaient des San dont on trouve encore des peintures rupestres dans la région. Les Trekboers arrivèrent dans la région en 1759. En 1851, la ville fut fondée par les Européens d'après le nom d'un prêtre écossais, Colin Fraser.

## Fossiles
En 1968, des fossiles datant de plus de 250 millions d'années furent découverts dans une ferme des environs, notamment des empreintes parfaitement préservées de Bradysaurus du Permien.